# 英语文学史
《英语文学史》 (ELH，English Literary History）是一本1934年创立于约翰 · 霍普金斯大学的学术期刊，专门研究重要的英语文学作品，尤其是英国文学。 期刊主要通过历史、批判和理论研究方法来研讨文学发展。 现任总编辑是Douglas Mao（约翰 · 霍普金斯大学）。

《英语文学史》自我定位为
[收录] 讨论缜密、观点新颖的学术文章，研讨对象为一切由英语写作的文学作品，以及这些作品的文化形式和文化背景。 期刊编辑们一直延续了1934年的传统，平衡历史、批判和理论的研究方法，致力于发表研究从古到今英语文学的最佳作品。
期刊全年接受投稿。 作者需要提交“Word格式（.doc 或 .docx）的文本”以供评议，文章应“符合《芝加哥格式手册》（CMS）第16版的要求”，“使用双倍行距、1英寸页边距、12号新罗马字体（Times New Roman）。” 文章长度，包括尾注在内，应控制在8000到12000字之间。
期刊前任主编有乔纳森 · 克拉姆尼克（Jonathan Kramnick，耶鲁大学）、弗朗西斯 · 弗格森（Frances Ferguson，芝加哥大学）、罗纳德 · 保尔森（Ronald Paulson，约翰 · 霍普金斯大学）。 目前的编辑委员会名单展示在期刊网站上。